# Vincent Feigenbutz
Vincent Feigenbutz (11 września 1995 w Karlsruhe) – niemiecki bokser w kategorii superśredniej.

## Kariera zawodowa
3 grudnia 2011 Feigenbutz stoczył swoją pierwszą walkę na zawodowym ringu. W pierwszej rundzie pokonał przez nokaut Czecha Zdenka Siroky′a (0-15-0, 0 KO). W drugiej walce 24 marca 2012 w Münster doznał porażki w zawodowej karierze, przegrywając przez techniczny nokaut w trzeciej rundzie z Gruzinem Romanem Alesinem (debiut).
23 listopada 2013 w Jastrzębiu-Zdroju wygrał w trzeciej rundzie z Maciejem Miszkiem (15-1, 4 KO), poprzez decyzję trenera o poddaniu zawodnika.
1 lutego 2014 w Opolu pokonał  przez techniczny nokaut w pierwszej rundzie Andrzeja Sołdrę (9-0-1, 5 KO).
30 sierpnia 2014 w Halle wygrał przez techniczny nokaut w pierwszej rundzie z pochodzącym z Bośni i Hercegowiny  Slavis'em Simeunovic'em (14-9 12 KO), zdobywając pas WBO Inter-Continental w wadze super średniej.
21 marca 2015 w Rostocku w dwunastorundowym pojedynku, pokonał przez techniczny nokaut w dziewiątej  rundzie Węgra Balazsa Kelemena (22-1, 13 KO), broniąc pas WBO Inter-Continental.
18 lipca 2015 pokonał przez techniczny nokaut w trzeciej rundzie Peruwiańczyka Mauricio Reynoso (15-2-1, 11 KO), zdobywając tytuł mistrza świata wersji tymczasowej  federacji WBA.
9 stycznia 2016 w Offenburgu przegrał przez techniczny nokaut w jedenastej rundzie z Włochem Giovanni De Carolis (24-6, 12 KO).  Tracąc wakujący tytuł mistrza świata federacji WBA kategorii super średniej w wersji Regular.
26 stycznia 2019 w rodzinnym Karlsruhe pokonał przez TKO w piątej rundzie reprezentanta Polski Przemysława Opalacha (27-3, 22 KO). Stawką walki był pas GBU w wadze super średniej.